# Podem Catalunya
Podem Catalunya (en español, «Podemos Cataluña») es la organización de Podemos en Cataluña.

## Organización
La organización del partido surge de los documentos aprobados en la tercera Asamblea Ciudadana Estatal de Podemos, también conocida como Vistalegre III, en 2020. Consta de:
- Asamblea Ciudadana Autonómica.
- Consejo Ciudadano Autonómico.
- Coordinación Autonómica.
- Consejo de Coordinación Autonómico.
- Comisión de Garantías Democráticas Autonómica.

Además, la representatividad de los círculos (base de la militancia del partido) se da a través del consejo de círculos, la red de círculos o su presencia en el Consejo Ciudadano Autonómico.

## Resultados electorales

### Congreso de los Diputados
| Congreso de los Diputados |                                  |         |    |          |         |        |                 |
| Elecciones                | Candidatura                      | Escaños | ±  | Posición | Votos   | %      | Candidato       |
| 2015                      | En Comú                          | 12/47   | ±0 | 1ª       | 927.940 | 24,74% | Xavier Domènech |
| 2016                      | En Comú Podem                    | 12/47   | ±0 | 1ª       | 848.526 | 24,51% | Xavier Domènech |
| 2019 I                    | En Comú Podem - Guanyem el canvi | 7/47    | 5  | 3.ª      | 614.738 | 14,89% | Jaume Asens     |
| 2019 II                   | En Comú Podem-Guanyem            | 7/47    | ±0 | 4.ª      | 549.173 | 14,27% | Jaume Asens     |
| 2023                      | Sumar - En Comú Podem            | 7/47    | ±0 | 2.ª      | 493.548 | 14,03% | Aina Vidal      |

### Parlamento de Cataluña
| Parlamento de Cataluña |                                           |    |          |         |       |                 |
| Elecciones             | Escaños                                   | ±  | Posición | Votos   | %     | Candidato       |
| 2015                   | 5/135dentro de 11 Catalunya Sí que es Pot | ±0 | 4.ª      | 367 613 | 8,94% |                 |
| 2017                   | 4/135dentro de 8 Cat en Comú-Podem        | 1  | 5.ª      | 326 360 | 7,45% |                 |
| 2021                   | 4/135dentro de 8 En Comú Podem            | ±0 | 5.ª      | 195.345 | 6,87% | Jéssica Albiach |

## Elecciones generales de 2023
En las elecciones generales de julio de 2023 Catalunya en Comú-Barcelona en Comú, Podem Catalunya, Alianza Verde (España), Esquerra Unida Catalunya, Esquerra Verda, Movimiento Sumar y Més País Catalunya crean una coalición electoral bajo la marca Sumar-En Comú Podem. El número uno por la lista al Congreso de los Diputados por la provincia de Barcelona es Aina Vidal. Perteneciente a Podemos fue elegida diputada por Barcelona Lilith Verstrynge, quien sólo medio año después de tomar el acta de diputada renunciaría a la misma, perdiendo Podem su representación.
En las elecciones al Parlamento de Cataluña de 2024 no participaron, al no reeditarse la coalición En Comú Podem.